# تیم ملی فوتبال قطع عضو ایران

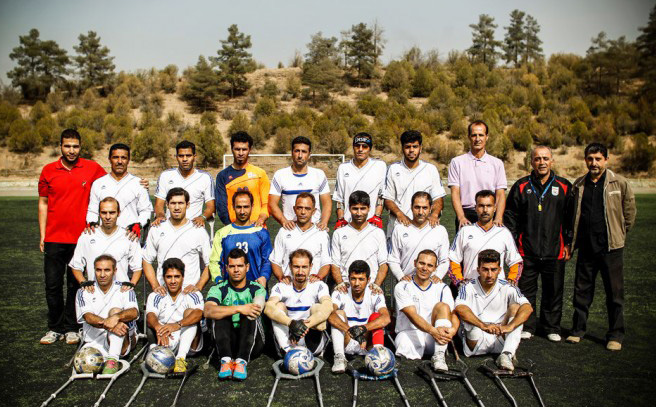
تیم ملی فوتبال قطع عضو ایران.

تیم ملی فوتبال قطع عضو ایران نماینده فوتبال قطع عضو ایران در مسابقات بین‌المللی می‌باشد که زیر نظر انجمن حمایت از فوتبال قطع عضو ایران فعالیت می‌کند. انجمن حمایت از فوتبال قطع عضو ایران (S.A.I A.F) تنها نماینده رسمی فدراسیون جهانی فوتبال قطع عضو (WAFF) است.

## پیشینه
www.paralympic.ir/fa/intro/sportfields/nonparalympicsports
فوتبال قطع عضو Football Amputee
این رشته مخصوص ورزشکاران متعلق به گروه های قطع عضو که دارای کلاسبندی حداقل معلولیت قطع عضو در مچ دست و یا مچ پا با استفاده از پروتزمی باشند است. فعالیت فدراسیون جهانی این رشته با عنوان Waff از سال۱۳۷۷شمسی مطابق با ۱۹۹۸ میلادی آغاز شده است. مسابقات این رشته به صورت تیمی در بخش آقایان برگزار می شود. آغاز فعالیت این رشته در ایران به سال۱۳۸۰ بر میگردد و اولین دور مسابقات قهرمانی کشوری این رشته در همین سال برگزار گردید و در سال ۱۳۸۵ اولین برنامه برون مرزی با اعزام تیم ملی کشورمان به مسابقات جهانی ترکیه صورت گرفت. در حال حاضر حدود ۱۲ تیم استانی و باشگاهی آقایان در کشورمان فعال می باشد.

## مسابقات
تیم ایران در اسفند ۱۴۰۰ میزبان کشورهای عراق، هند، فلسطین و ازبکستان در اولین دوره مسابقات قهرمانی غرب آسیا بود.
ایران در این دوره از مسابقات پس از غلبه بر تیم‌های عراق، فلسطین و هند، در آخرین روز مسابقات به مصاف تیم ازبکستان با ۲ قهرمانی جهان رفت و پس از غلبه بر این تیم قهرمان غرب آسیا شد. ایران با قهرمانی در این دوره از مسابقات جواز حضور در مسابقات جهانی ۲۰۲۲ ترکیه را کسب نمود.

## زلزله ترکیه
محمدرضا میراحمدی، مهدی سعیداوی و حامد مطرودی ملی پوشان فوتبال قطع عضو ایران بودند که در لیگ ترکیه فعالیت داشتند. در زمین‌لرزه ۲۰۲۳ ترکیه پس از چند روز بی‌خبری پیکر آنها از زیر آوار پیدا شد.